# Erwin Chmiel
Erwin Chmiel (ur. 1 grudnia 1944 w Lasocicach, zm. 4 sierpnia 1991 w Grabinie) – polski kolarz i trener kolarstwa.

## Życiorys
Karierę kolarską rozpoczął w LKS Zarzewie Prudnik. Ukończył Państwową Szkołę Techniczną z dyplomem pedagoga, a następnie pracował w Zasadniczej Szkole Zawodowej Urządzeń Przemysłowych w Nysie.
W 1978 zakończył karierę zawodniczą i został trenerem LZS-u Ziemia Opolska. Jednocześnie prowadził grupę treningową w kombinacie PGR we Frączkowie. Jego podopiecznymi byli m.in.: Joachim Halupczok, Henryk Kołaczek, Jan Magosz. W 1982 ukończył Akademię Wychowania Fizycznego we Wrocławiu, uzyskując stopień trenera. Od 1988 pełnił także funkcję drugiego trenera kadry narodowej.
Zginął w wypadku samochodowym koło Grabina 4 sierpnia 1991. Dla jego upamiętnienia, co roku odbywa się Wyścig Kolarski po Ziemi Korfantowskiej „Memoriał Erwina Chmiela”.